# NGC 1059
NGC 1059 ist ein Doppelstern im Sternbild Aries. Das Objekt wurde am 25. Januar 1832 von John Herschel entdeckt und fälschlicherweise in den NGC-Katalog aufgenommen.